# Wallsticker
En wallsticker (eller på dansk vægklistermærke) er et motiv, som man kan klistre fast til en væg. Den åbenlyse fordel (og måske også årsagen til, at folk bruger det) er, at motiverne let kan påsættes og fjernes ligeså let, modsat f.eks. malede motiver på væggen.
Wallstickers fik i 2007 fremgang i Danmark, og blev hurtigt populært. Efterspørgslen på wallstickers har været relativt stabilt siden.
De fleste wallstickers er i dag lavet af folie, som anses for at være det mest eftertragtede materiale, grundet kvaliteten og fleksibiliteten i materialet. Nogle producenter producerer stadig wallstickers i akrylklæbemiddel, men er ikke foretrukket, da det som regel klæber dårligere, falmer hurtigere og er mere sårbart overfor sol og varme.
Den typiske forbruger hænger i dag deres wallstickers på vægge, døre, trapper, hårde hvidevarer, vinduer, postkasser og biler. Wallstickers lavet af foliemateriale kan hænge på de fleste overflader, såsom tapet, savsmuldstapet, glas, pudset murstensvægge, træ, metal, stål, jern og plastik. Uanset hvilken overflade man monterer wallstickers på, så er det altid anbefalet, at man sikrer sig en ren overflade, da det gør opsætningen meget lettere, når man undgår fedt og snavs. Derudover er det også muligt, at have sine wallstickers hængende udenfor i alt slags vejr, men forringer dog oftest levetiden. 
At hænge en wallsticker op, anses for at være relativt nemt for de fleste. Man kan sammenligne det med samme procedure, som at hænge en traditionel papirplakat op. Hvis der er tale om større og mere komplekse wallstickers, så kræver det flere personer om opgaven. Kompleksiteten afgøres af mange faktorer, såsom kvaliteten af materialet, størrelse, overfladen der monteres på, og om wallstickeren kommer i en eller flere stykker. Oftest er wallstickers samlet til montering på et enkelt stykke monteringstape, men kan i nogle tilfælde komme i flere stykker, alt efter design.